# Hunter's Prayer - In fuga
Hunter's Prayer - In fuga (The Hunter's Prayer) è un film del 2017 diretto da Jonathan Mostow.

## Trama
Lucas è un killer professionista. Il suo ultimo incarico è uccidere la sedicenne Ella Hatto ma non riesce a farlo poiché gli ricorda la figlia adolescente; incomincia così una fuga per tutta l'Europa al solo scopo di salvare la ragazza che un boss malavitoso vuole morta. Tra sparatorie e incidenti stradali raggiungeranno il cattivo e lo affronteranno insieme. Si salveranno a vicenda. Con lui alcuni amici 